# アルベルト・ソルディ
アルベルト・ソルディ（Alberto Sordi、1920年6月15日 - 2003年2月24日）はイタリアの喜劇俳優、脚本家、映画監督。イタリア・ローマ出身。

## 略歴
日本では公開作が少なく、あまり知られていないが、ヴィットリオ・デ・シーカの映画の常連であったり、ハリウッド映画に出演したりと、本国イタリアでは高い知名度を誇る。1965年の国際キャストが揃った『素晴らしきヒコーキ野郎』では石原裕次郎と共演している。また、俳優のみならず脚本家としての顔も持ち、監督・脚本・主演を務めた『ロンドンの煙』ではカルチャー&ジェネレーション・ギャップを扱ったコメディー映画を撮った。
2003年2月24日、心不全で死去。約6万人のファンがローマ市庁舎横の広場に安置された棺の前に集まった。そして、27日にローマの大聖堂で行われた葬儀には約25万人が参列した。82歳没。

## 主な受賞、受章歴
1964年、第21回米国ゴールデングローブ賞 主演男優賞 (ミュージカル・コメディ部門)を受賞。
1972年、ベルリン国際映画祭で銀熊賞 (男優賞)を受賞。
1994年、イタリア共和国功労勲章（カヴァリエーレ・ディ・グラン・クローチェ）を受章。
1995年、ヴェネツィア国際映画祭で栄誉金獅子賞を受賞。

## 主な映画出演
- 白い酋長 Lo sceicco bianco (1952)
- 青春群像 I vitelloni (1953)
- 無常なるかな人生 Un giorno in pretura (1954)
- わが息子暴君ネロ Mio figlio Nerone (1956)
- 武器よさらば A Farewell to Arms (1957)
- 夏物語  Racconti d'estate (1958)
- ベニスと月とあなた Venezia, la luna e tu (1959)
- メリヤス売り I magliari (1959)
- 戦争・はだかの兵隊 La grande guerra (1959)
- 青い海岸/コート・ダジュール Costa Azzurra (1959)
- 好敵手 The Best of Enemies (1962)
- 私は宇宙人を見た Il disco volante (1964)
- 素晴らしきヒコーキ野郎 Those Magnificent Men in Their Flying Machines or How I Flew from London to Paris in 25 hours 11 minutes  (1965)
- おとぼけ紳士録 I complessi (1965)
- ロンドンの煙 Fumo Di Londra (1966)
- 華やかな魔女たち I complessi (1966)
- ジェネラル・プロテスト Contestazione generale (1969)
- ローカル・サッカー・クラブのヒーロー Il presidente del Borgorosso Football Club  (1970)